# Contea di Daqingshan
Il contea di Daqingshan (大箐山县S, Dàqìngshān XiànP) è un distretto della Cina, situato nella provincia di Heilongjiang e amministrato dalla prefettura di Yichun.